# Druškovec
Druškovec – wieś w Chorwacji, w żupanii varażdińskiej, w gminie Maruševec. W 2011 roku liczyła 362 mieszkańców.